# Chaetonotus serenus
Chaetonotus serenus är en djurart som tillhör fylumet bukhårsdjur, och som beskrevs av Schrom 1972. Chaetonotus serenus ingår i släktet Chaetonotus och familjen Chaetonotidae. Inga underarter finns listade i Catalogue of Life.